# Andrzej Gościniak
Andrzej Jerzy Gościniak (ur. 16 listopada 1941 w Rybniku) – polski samorządowiec, od 2011 do 2014 przewodniczący Sejmiku Województwa Śląskiego IV kadencji.

## Życiorys
Absolwent I Liceum Ogólnokształcącego im. Powstańców Śląskich w Rybniku. Studiował następnie na Politechnice Śląskiej (studiów nie ukończył). Był działaczem Zrzeszenia Studentów Polskich, zasiadał we władzach lokalnych i krajowych tej organizacji. Pracował na kierowniczych stanowiskach w spółdzielniach pracy, był zatrudniony w hali widowiskowej Spodek, pełnił funkcję zastępcy dyrektora Biura Studiów i Projektów Komunikacji w Katowicach. W latach 90. zawodowo związany z Filharmonią Śląską, później przeszedł na emeryturę.
W 1997 bezskutecznie kandydował do Sejmu z ramienia Unii Prawicy Rzeczypospolitej. Był jednym z założycieli Związku Górnośląskiego w Siemianowicach Śląskich, a także współtwórcą miejskich struktur Platformy Obywatelskiej. W wyborach samorządowych w 2002 (z ramienia Echa Siemianowic) i w 2006 (z listy PO) był wybierany w skład rady miejskiej. W 2006 bez powodzenia ubiegał się również o stanowisko prezydenta Siemianowic Śląskich, objął natomiast funkcję przewodniczącego rady miejskiej V kadencji. Cztery lata później został wybrany do sejmiku śląskiego IV kadencji. Był jego wiceprzewodniczącym, zaś 14 listopada 2011 zastąpił Bogusława Śmigielskiego (wybranego do Senatu) na urzędzie przewodniczącego. W 2014 nie uzyskał reelekcji w wyborach do sejmiku. W 2015 z listy Platformy Obywatelskiej bezskutecznie kandydował do Sejmu, objął następnie zwolniony mandat w sejmiku. W 2018 ponownie wybrany na radnego Siemianowic Śląskich (nie utrzymał mandatu w 2024).
W 2010 otrzymał Brązowy Medal za Zasługi dla Policji, a w 2012 otrzymał Złoty Krzyż Zasługi.